# Чопівці
Чопі́вці — село в Україні, в Закарпатській області, Мукачівському районі.

## Герб
У лазуровому щиті із зеленою базою зелена яблуня із золотим стовбуром і червоними плодами, що супроводжується в правому верхньому кутку золотим усміхненим сонцем із шістнадцятьма такими ж променями, прямими і полум'яподібними поперемінно, у лівому верхньому куті - срібним півмісяцем із людським обличчям.

## Історія
- пагорб Сашал – поселення ранньозалізного віку (культура Гава-Голігради).
- пагорб Камінний – поселення ранньозалізного віку (культура Гава-Голігради).
- Красна гірка – могильник з трупоспаленнями (культура Гава-Голігради).

Перша згадка у 1530-році як Tsapoltzka, пізніші знадки 1542- Chapotzka, 1543- Chapoltz, 1550-Csapotzka, 1564-Chapoz, 1570- Cziapoczka, 1693- Czopowtse, 1773-Csapóczka, Czapowecz, 1808- Csapóczka, Cţapowec, Cţopowec, Csopiiczi, 1851-Csapoczka, 1877-Csapocka, Csápüci, Csopuvci, 1913-Csapolc, 1925 Čapovci, Čapovce, 1944- Csapolc, Чаповцы, 1983-Чопівці, Чоповцы.

## Релігія
храм Вознесіння Господнього. 1877
«Апостол» з Чопівців зберігають у монастирі оо. Василіан у Маріяповчі (Угорщина). У книзі 1 жовтня 1636 p. записали, що купив її священик Михайло Чоповський з родиною за вісім угорських золотих від ігумена Феофана в Мукачівському монастирі. В 1692 р. церква мала «ділянку з усім належним», а поряд виділили ділянку для вчителя. Розкішний стародавній дерев'яний храм згорів дотла через необережність із вогнем 23 грудня 1864 р.
Відразу за ініціативою священика Григорія Примича почали будувати кам'яну церкву, яка стоїть у селі понині і після спорудження її присвятили св. Миколаю. Стараннями куратора Василя Лендєла отримали позику від Єпископського банку і купили ділянку для спорудження церкви.
Спочатку поклали фундамент, на якому церква постала приблизно після 20-річної перерви. Минуло ще близько 20 років, поки брати Бицьки з Руського спорудили вежу. Роком завершення будівництва вважають 1905 р. (цю дату написали на підлозі при вході). Чудовий іконостас вирізьбив різьбар з Галичини Іван Чміль у 1920 p., а розкішні образи до нього намалював художник Юлій Віраґ у 1921 р. Іконостас посвятив 10 жовтня 1921 р. намісник Павло Шуба. Церква довго не мала настінного малювання. В 1938 р. місцевий бляхар М. Куруц перекрив дахи церкви. В 1988 р. зовні храм поштукатурили. Через рік художник Олексій Селіванов виконав малювання стін та склепінь. Як згадують, церківник Михайло Логойда (1927 р. н.) та Юрій Логойда (1911 р. н.), ще в кінці 1920-х років у Чопівцях поширився православний рух.
У 1934 р. біля мурованої церкви збудували невелику каркасну дерев'яну православну церкву з бічними прибудовами до нави, вкриту етернітовим дахом з маленькою вежкою.
Цю церкву розібрали близько 1945 р. після перебрання православною громадою мурованої греко-католицької церкви. Місцевий майстер Іван Шуга використав матеріал із церкви на спорудження одноярусної дерев'яної дзвіниці, вкритої стрімким етернітовим шатром.
Великий дзвін походить з православної церкви. На дзвоні 1888 р. написано, що відлив його Георгій Гриб з синами стараннями Івана і Василя Логойдів та Василя Ленгила (очевидно, Лендєла).
Церква Вознесіння Господнього. 1930.
храм Вознесіння Господнього. 1930.
Більшість селян перейшла в православ'я у 1921 р. після суперечки за землю з сусіднім Жуковом та внаслідок зневажливого до них ставлення священика А. Дудинського. Паску 1922 р. освячував уже православний священик з Великих Лучок Іоан Ілечко. Наприкінці цього року за рекомендацією І. Ілечка в село був запрошений постійний священик о. Антон Криницький, що служив у селі у греко-католицькій церкві до 15 липня 1926 р., коли повернувся в Галичину. Згодом окружний начальник Солич з жандармами змусив православних звільнити греко-католицьку церкву і надалі громада молилася просто неба та в школі.
Василь Боішко, призначений священиком у Чопівці 8 травня 1929 р., відразу повів мову про спорудження православної церкви. На зборах прихожан у червні — липні 1929 р. було одностайно вирішено будувати дерев'яну церкву і для цього 18 березня 1930 р. обрали церковний комітет у складі Юрія Вовка, Юрія Якубича, Андрія Лендєла, Василя Логойди та голови Василя Логойди. Ділянку землі (1130 кв. м) погодилися продати Стефан Семурник та Юрій Вовк за 4000 чехословацьких корон, про що склали угоду 20 червня 1929 р. Кожен мешканець села зобов'язався внести 100 або 50 корон. Держава виділила 5000 корон. Сам о. Боішко зібрав 15 000 корон і організував закладення фундаменту. За основу взяли план православної церкви в с. Червеньово, розроблений, очевидно, В. Коломацьким.
У вересні 1930 р. фундамент освятив о. Григорій Пащенко з Руського. В. Боішко взяв у Ракошині позику 10 000 корон і теслі з Руського Дмитро Бицько і Дмитро Логойда розпочали роботу. Згідно з угодою, укладеною 11 вересня 1930 р., майстри повинні були спорудити дерев'яну церкву (17,5: 8 м) біля північного фасаду греко-католицької церкви, оббити каркас дошками, дахи вкрити етернітом, а вежки — бляхою. Всередині мали спорудити хори, престол, жертовник і поміст у вівтарі. Роботу потрібно було закінчити до 10 листопада 1930 р., а оплата становила 2250 корон. Всі витрати на спорудження церкви сягли 49 тисяч корон.
Церкву освятив єпископ Йосип на свято Вознесіння Господнього в 1931 р.
З'ясувалося, що план церкви потрібен був тільки для документації. Насправді церкву збудували у формі видовженого прямокутного приміщення. Каркасну конструкцію оббили зовні і всередині дошками. Довгий двосхилий, вкритий етернітом дах увінчала маленька вежка на західному фасаді та главка на східному гребені даху.
Крім головних дверей, були ще й південні двері, а вікна на бічних фасадах завершувалися аркою, у трикутні секції якої вставили різнокольорові скельця.
Відразу по закінченні робіт громада звернулася до крайового уряду в Ужгороді з проханням про допомогу на вдосконалення церковної споруди: заповнення каркаса цеглою на зразок фахверкової конструкції, штукатурення та встановлення іконостаса. Все це мало обійтися в 31 049 корон, але, мабуть, до цих робіт не дійшло. Іконостасом служили з'єднані разом образи в рамах. Царські двері вирізьбив Василь Логойда, світичі — Гаврило Логойда. З приходом радянської влади громада перейшла в муровану церкву, а дерев'яну розібрали. Частина матеріалу пішла на спорудження дзвіниці близько 1945 р.

## Населення
Згідно з переписом УРСР 1989 року чисельність наявного населення села становила 466 осіб, з яких 220 чоловіків та 246 жінок.
За переписом населення України 2001 року в селі мешкало 430 осіб.

### Мова
Розподіл населення за рідною мовою за даними перепису 2001 року:
| Мова       | Відсоток |
| ---------- | -------- |
| українська | 99,77 %  |
| російська  | 0,23 %   |

## Люди
Уродженцем села є Семен Іванович Панько — український поет, прозаїк, перекладач, публіцист.
У Чопівцях народився відомий закарпатський різьбяр Іван Павлишинець (1905—1977), який зробив за своє життя близько 50 іконостасів та багато менших церковних атрибутів

## Туристичні місця
- храм Вознесіння Господнього. 1930
- храм Вознесіння Господнього. 1877
- пагорб Сашал – поселення ранньозалізного віку (культура Гава-Голігради).